# Criodrilus lacuum
Criodrilus lacuum är en ringmaskart som beskrevs av Hoffmeister 1845. Criodrilus lacuum ingår i släktet Criodrilus och familjen Glossoscolecidae. Inga underarter finns listade i Catalogue of Life.